# District de Tiên Yên

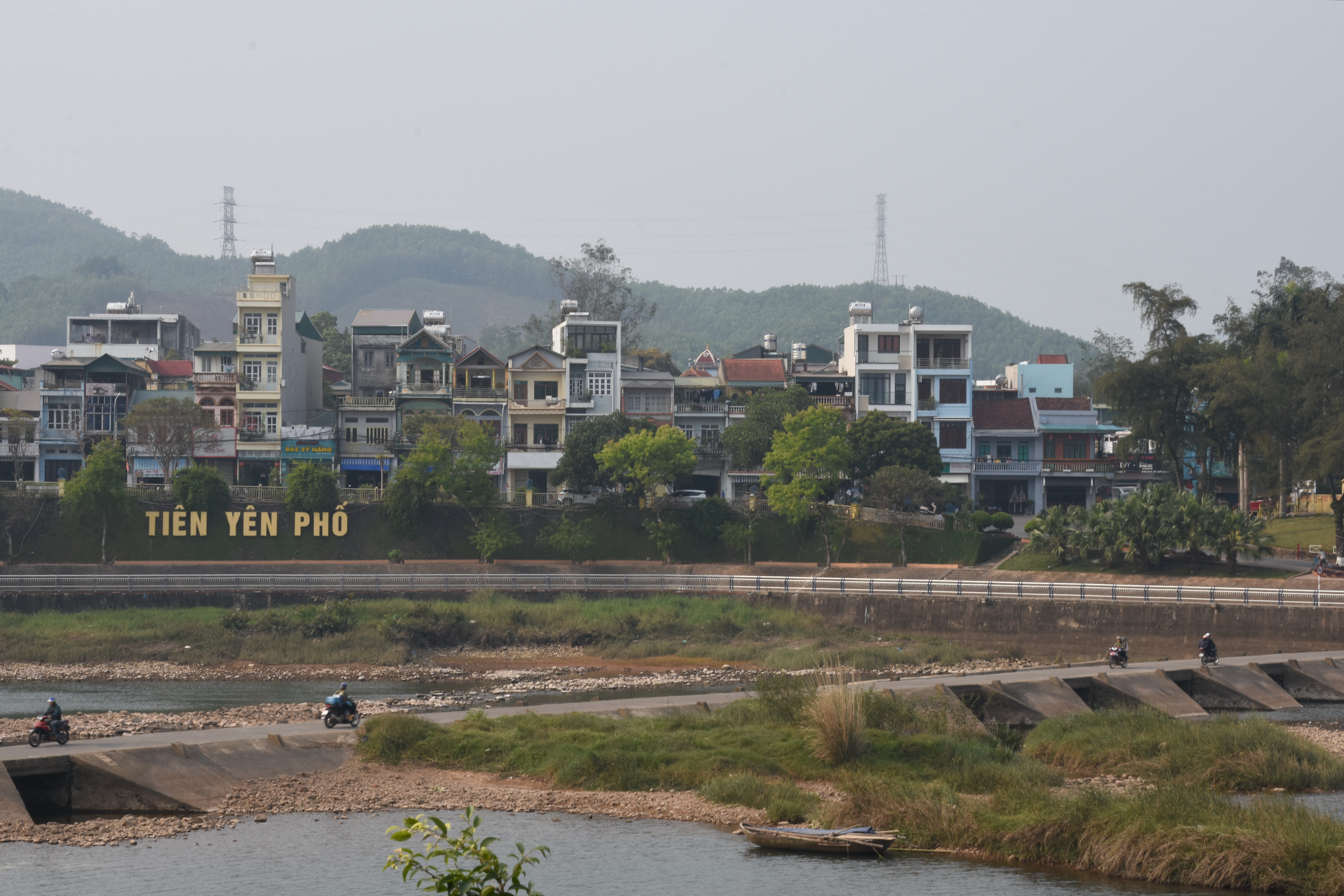
Tiên Yên, Nord du Vietnam

Tiên Yên est un district rural de la province de Quảng Ninh dans la région du Nord-est du Vietnam.

## Présentation
Le district a une superficie de 617 km2. 
Le chef-lieu du district est Tiên Yên.